# سيلفيا ديونيسيو
سيلفيا ديونيسيو (بالإيطالية: Silvia Dionisio)‏ هي عارضة وممثلة إيطالية، ولدت في 28 سبتمبر 1951 في روما في إيطاليا.

## أعمال

### أفلام
- (1965) حبيبتي

## وصلات خارجية
- سيلفيا ديونيسيو على موقع IMDb (الإنجليزية)
- سيلفيا ديونيسيو على موقع ألو سيني (الفرنسية)
- سيلفيا ديونيسيو على موقع تيرنر كلاسيك موفيز (الإنجليزية)
- سيلفيا ديونيسيو على موقع أول موفي (الإنجليزية)
- سيلفيا ديونيسيو على موقع قاعدة بيانات الأفلام السويدية (السويدية)
- سيلفيا ديونيسيو على موقع قاعدة بيانات الفيلم (الإنجليزية)
- سيلفيا ديونيسيو على موقع كينوبويسك (الروسية)